# Heinrich Felix Beckmann
Heinrich Felix Beckmann (* 9. Dezember 1925 in Witten; † 5. Februar 2018) war ein deutscher Offizier, zuletzt Generalmajor des Heeres der Bundeswehr.

## Leben
Nach der Reifeprüfung 1943 trat Beckmann im selben Jahr in die Wehrmacht als Offizierbewerber ein und war zuletzt Leutnant und Kompanieführer. Ab 1945 absolvierte er eine Berufsausbildung und war als technischer Baukaufmann tätig. 1956 trat er in die Bundeswehr als Oberleutnant ein. Er hatte Truppen- und Stabsverwendungen in der Panzertruppe. Im Februar 1962 war Beckmann in der Boehn-Kaserne in Hamburg-Rahlstedt stationiert und bei der Bekämpfung der Sturmflut 1962 im Einsatz. Von 1962 bis 1964 absolvierte er im 5. Generalstabslehrgang Heer die Ausbildung zum Offizier im Generalstabsdienst an der Führungsakademie der Bundeswehr in Hamburg.
Ab 1964 hatte er Generalstabsverwendungen, war Bataillonskommandeur, Gruppenleiter im Heeresamt in Köln und vom 14. Februar 1972 bis 24. Oktober 1975 Chef des Stabes der 3. Panzerdivision. Anschließend war er Referatsleiter im Bundesministerium der Verteidigung in Bonn und von Oktober 1977 bis September 1980 Stabsabteilungsleiter im Führungsstab des Heeres.
Beckmann war Ehrenvorsitzender des Freundeskreises Offiziere der Panzertruppe, evangelischer Konfession, verheiratet mit Else Beckmann und hatte zwei Töchter, Dagmar und Oda. Er starb am 5. Februar 2018 und wurde auf dem Friedhof Münster-Handorf beigesetzt.

## Ehrungen
- Eisernes Kreuz I. Klasse[5]
- Ehrenkreuz der Bundeswehr in Gold[5]
- 1981: Bundesverdienstkreuz 1. Klasse[6]
- 1986: Großes Bundesverdienstkreuz[7]

## Veröffentlichungen
- Schild und Schwert: die Panzertruppe der Bundeswehr – Geschichte einer Truppengattung. Podzun-Pallas, Friedberg (Hessen) 1989, ISBN 978-3-7909-0383-6.
- 45 Jahre Lehr- und Versuchsübung 1958 (LV 58). In: Funk, Wolfram (Hrsg.): Sturmpanzerwagen A7V. erw. Neuaufl. Auflage. Bernard und Graefe, Bonn 2003, ISBN 978-3-7637-6243-9, S. 379–388.
- Panzerregiment 8. Panzerkampf in zwei Kontinenten 1936 – 1943. In: Das Schwarze Barett. Nr. 35. Schallowetz, Sankt Augustin 1994.